# (38371) 1999 RO167
1999 RO167 (asteroide 38371) é um asteroide da cintura principal. Possui uma excentricidade de 0.10318470 e uma inclinação de 9.84501º.
Este asteroide foi descoberto no dia 9 de setembro de 1999 por LINEAR em Socorro.